# كارل كولينز
كارل كولينز (بالإنجليزية: Karl Collins)‏ هو ممثل بريطاني، ولد في 1971 في المملكة المتحدة.

## وصلات خارجية
- كارل كولينز على موقع IMDb (الإنجليزية)
- كارل كولينز على موقع ألو سيني (الفرنسية)
- كارل كولينز على موقع أول موفي (الإنجليزية)
- كارل كولينز على موقع قاعدة بيانات الفيلم (الإنجليزية)
- كارل كولينز على موقع كينوبويسك (الروسية)